# Scandal Savage
Scandal Savage es una supervillana y antiheroína de DC Comics que apareció por primera vez en Villains United N° 1 (julio de 2005) y de Linterna Verde. Fue creada por Gail Simone y Dale Eaglesham. Scandal es miembro de Seis Secretos y la hija del supervillano Vandal Savage.

## Historia de publicación
Scandal hizo su primera aparición como una empresaria en Villains United N.º 1. Durante esa serie se desarrolló su personaje y se revelaron sus habilidades de combate como así también sus características "cuchillas del lamento" y su traje de batalla. En Villains United #6, se confirmó que Scandal se encuentra entre las pocas supervillanas homosexuales del Universo DC.
Subsecuentemente, apareció en la miniserie "Secret Six" publicada en el 2006 (escrita por Gail Simone) donde se revelan detalles de la relación entre Scandal y su padre, Vandal Savage.

## Historia
Scandal Savage es hija del villano inmortal Vandal Savage y de una mujer brasilera que aparentemente crio a la niña en su país. Con el objeto de destruir los planes del Lex Luthor impostor, el verdadero Lex Luthor, bajo el alias de Mockingbird, chantajeó a Scandal y a otros cinco villanos para entorpecer a la Sociedad Secreta de Supervillanos. Pese a estar tremendamente superados en número, Scandal y el resto de los Seis Secretos fueron capaces de detener a la Society en varias ocasiones. Finalmente, Luthor liberó a los seis y les dijo que las medidas tomadas contra cualquier intento de rebelión eran mentiras.
Aunque en un principio trabajar con los Seis Secretos tenía por objeto salvar a su madre, Scandal comenzó a preocuparse por sus compañeros y en la actualidad tiene una relación íntima con un nuevo miembro. Durante Villains United, Scandal colocó a su novia, Knockout, como espía en la Society. En uno de los ataques de la Society, Knockout reveló sus colores salvando a Scandal durante una lucha con Talia al Ghul. Ahora, Knockout es un miembro oficial de los Seis Secretos.
Mientras las dos estaban de vacaciones en Bangkok, Pistolera le disparó a Knockout con un rifle de francotirador thanagariano y casi la mata. El disparo implantó una bomba bajo su piel y cuando Scandal se negó a alejarse de su lado, Knockout la arrojó fuera del área de la explosión diciéndole que se volverían a encontrar en otra vida. Luego de la detonación, Scandal buscó entre los despojos y milagrosamente encontró a Knockout aún con vida. Scandal juró vengarse de Pistolera por herir a Knockout. Al poco tiempo, los Secret Six consiguieron capturar a Pistolera y Scandal se deleitó torturándola. Sin embargo, Scandal no pudo matar a la persona que casi asesinó a su amada, así que su compañero, Deadshot, se hizo cargo y eliminó a Pistolera por ella. Actualmente, Knockout está recibiendo tratamiento médico debido a la magnitud de sus heridas.
Recientemente se reveló que Vándalo Salvaje fue responsable de los ataques contra Knockout y el resto de los Seis, como una advertencia de lo que ocurrirá si Scandal no tiene un heredero para él. Sin embargo, Scandal "mató" a su padre y escapó con el resto de los Seis (menos el Sombrerero Loco).
Después de esto, los Seis Secretos fueron contratados para un trabajo de mercenarios por un mafioso ruso para proteger un traje de Cohete Rojo que se reveló que estaba ocupado por el presunto superhéroe Hielo. Durante la batalla contra Birds of Prey por el traje y Ice, Spy Smasher hizo que Deadshot disparara accidentalmente a Scandal en la espalda. Ella parecía estar bien, pero estaba demasiado débil para continuar la pelea.
Tras el asesinato de Knockout por un asaltante desconocido, una Scandal ebria y angustiada es secuestrada por Tigre de Bronce y Rick Flag por orden de Amanda Waller. El rey Faraday le ofrece un lugar en un revivido Escuadrón Suicida pero ella se niega y promete matarlo. Faraday luego le ordena que la envíen a un lugar desconocido (vea Salvation Run).
En la nueva serie Secret Six (septiembre de 2008), se demostró que Scandal aún estaba borracha y deprimida por la muerte de Knockout. Catman y Deadshot intentaron animarla haciendo que una ingenua estríper vestida como Knockout saltara de un pastel para ella, con una invitada que calificó a la triste pantalla de "moralmente indefendible". Scandal declinó los avances de la estríper y logró recomponerse para la nueva misión de los Seis. Durante ese tiempo, el nuevo miembro de los Seis, Bane desarrolló un afecto paternal hacia Scandal, para su incomodidad. Tras el éxito de la misión, Scandal encontró a la estríper que había rechazado en un supermercado y se entera de que su nombre es Liana Kerzner. A pesar de intentar rechazarla de nuevo, la estríper la convoca en una cita doble. Después de resucitar a Knockout con la carta de Neron "Get Out of Hell Free", Scandal propone un polígamo matrimonio entre las tres mujeres, que sus dos amantes aceptan. Los Seis Secretos finalmente son derrotados y capturados por un ejército de superhéroes, con la mayoría de los destinos del equipo (incluida Scandal) no revelados debido al reinicio de septiembre de 2011.

## Poderes y habilidades
El alcance total de los poderes de Scandal aún no se ha revelado, aunque parece que debido a la inmortalidad de su padre ella es increíblemente resistente al daño. Ella dice ser "condenadamente difícil de matar" al menos. En Birds of Prey # 107, ella recibió una bala de Deadshot y fue capaz de volver a crecer sus órganos dañados hablando y cargando Knockout varios minutos más tarde, sin efectos aparentes. En Checkmate # 18, se especula que ella puede ser inmortal como su padre. Ella también tomó varias rondas de una ametralladora hacia el pecho y las piernas y todavía se consideraba lista para el combate (amenazando con matar a sus asaltantes). Ella y otras personas han hecho comentarios que implican que su vida ha sido o será más larga que el promedio. Ella ha demostrado ser una luchadora viciosa, capaz de defenderse contra gente como Fatality Hawkgirl y Talia al Ghul.
En combate, a menudo emplea un juego de cuchillas montadas en la muñeca, las Laminas Pesar o "Lamentation Blades", que según Scandal han estado en la familia durante mucho tiempo. Las cuchillas tienen dos configuraciones. Una de ellas es un par de cuchillas largas, con forma de punzón, diseñadas para apuñalar. La otra es tres cuchillas similares a cuchillas diseñadas para cortar. También fue vista montada en una motocicleta y parecía ser capaz de combatir mientras todavía montaba esto (aunque esto nunca se había visto).

## En otros medios

### Televisión
- En Legends of Tomorrow presenta un personaje llamado Cassandra Savage, interpretada por Jessica Sipos. Ella es la hija de Vandal Savage en el año 2166. Inicialmente, una de las principales tenientes de su padre, Cassandra se enfoca con su padre después de que las Leyendas revelan el alcance de su maldad, que incluye la liberación de un virus que mató a su madre. Vandal menciona haber engendrado a docenas de niños en sus 4000 años de vida y los vio morir desde la vejez.
- Varios descendientes de Vandal Savage aparecen en Young Justice, con sus hijas Cassandra y Olympia Savage (con la voz de Zehra Fazal y Jenifer Lewis respectivamente) que aparecen en la tercera temporada, Outsiders, y sus hijos Ishthur y Nabu que aparecen en flashbacks representados en la cuarta temporada, Phantoms. Además, en la última temporada, se revela que los Homo magi y los atlantes descienden de Vandal a través de su nieto, el Príncipe Arion.

### Película
Scandal Savage aparece en Suicide Squad: Hell to Pay, con la voz de Dania Ramírez en su primer debut animado. Ella aparece por primera vez junto a Knockout asaltando la guarida del profesor Pyg y secuestrándolo por "un paciente que necesita atención médica". Luego se la muestra en su apartamento con Knockout y el rehén Pyg antes de que sean atacados por el Escuadrón Suicida. Durante la pelea, es derrotada por Bronze Tiger y retenida como rehén por Copperhead. Justo cuando llega su padre, ella reanuda la lucha hasta que Knockout es disparada mortalmente por los hombres de Savage, lo que hace que los ataque de manera vengativa con furia. También le suplica a su padre que ayude a Knockout, pero solo para ver con horror cómo Savage hiere a Knockout con un disparo antes de que se le exija llevar al profesor Pyg a bordo de su nave. Luego se la ve por última vez llamando a Deadshot, a quien le pasa las coordenadas a la ubicación de su padre. Luego se sentó al lado de Knockout, quien está viva y fue colocada en estado crítico en el hospital, donde lloró por su amante.